# Enzo Turco
Enzo Turco est un acteur et scénariste italien, né le 8 juin 1902 à Naples et mort le 7 juillet 1983 à Rome.

## Biographie
Né à Naples en 1902, Enzo Turco commence à travailler au théâtre à partir des années 1930, jouant des œuvres en dialecte vermiculaire, notamment en tant que « réplique » (spalla) de Nino Taranto.
Sa meilleure période au cinéma débute à la fin des années 1930. À la fin des années 1940, il  commence à jouer des rôles comiques, en compagnie de Totò et se confirme aussi comme acteur de caractère comme dans  l'un de ses films, Misère et Noblesse (Miseria e nobiltà), de Mario Mattoli (1954).
En tant que scénariste, il travaille sur le film Scapricciatiello de Luigi Capuano (1955) et Ci sposeremo a Capri de Siro Marcellini (1956).
De la fin des années 1950 au début des années 1970, Turco travaille également à la télévision, en participant à des productions comme Joe Petrosino, de Daniele D'Anza en 1972.
Enzo Turco meurt à Rome en 1983.

## Filmographie partielle

### Cinéma
- 1939 : L'Apôtre du désert  (Abuna Messias, de Goffredo Alessandrini
- 1939 : Retroscena, de Alessandro Blasetti
- 1946 : Partenza ore 7, de Mario Mattoli
- 1948 : Cuore, de Duilio Coletti et Vittorio De Sica
- 1948 : Fifa e arena, de Mario Mattoli
- 1948 : Il barone Carlo Mazza, de Guido Brignone
- 1948 : Harem nazi (Accidenti alla guerra!...) de Giorgio Simonelli : F.24
- 1949 : Se fossi deputato, de Giorgio Simonelli
- 1949 : Les Pompiers chez les pin-up, de Mario Mattoli
- 1950 : La Ceinture de chasteté (La cintura di castità) de Camillo Mastrocinque
- 1951 : Il padrone del vapore, de Mario Mattoli
- 1952 : Un ladro in Paradiso, de Domenico Paolella
- 1953 : Un turco napoletano, de Mario Mattoli
- 1953 : Les Amants de Villa Borghese  (Villa Borghese), de Vittorio De Sica et Gianni Franciolini
- 1954 : Misère et Noblesse (Miseria e nobiltà), de Mario Mattoli
- 1954 : Totò cerca pace, de Mario Mattoli
- 1954 : Milanesi a Napoli, de Enzo Di Gianni
- 1955 : Scapricciatiello, de Luigi Capuano
- 1956 : Napoli, sole mio!, de Giorgio Simonelli
- 1956 : Ci sposeremo a Capri, de Siro Marcellini
- 1956 : Guaglione, de Giorgio Simonelli
- 1957 : A sud niente di nuovo, de Giorgio Simonelli
- 1958 : Ricordati di Napoli, de Pino Mercanti
- 1958 : Il bacio del sole (Don Vesuvio), de Siro Marcellini
- 1959 : I ragazzi dei Parioli, de Sergio Corbucci
- 1959 : Brèves Amours (Vacanze d'inverno) de Camillo Mastrocinque et Giuliano Carnimeo
- 1959 : I ladri, de Lucio Fulci
- 1960 : Caravan Petrol, de Mario Amendola
- 1961 : Les partisans attaquent à l'aube   (Un giorno da leoni), de Nanni Loy
- 1962 : La Bataille de Naples   (Le quattro giornate di Napoli), de Nanni Loy
- 1964 : ...e la donna creò l'uomo, de Camillo Mastrocinque
- 1965 : Letti sbagliati, episodio La seconda moglie, de Steno
- 1967 : Addio mamma, de Mario Amendola
- 1968 : La Bataille pour Anzio  (Lo sbarco di Anzio), de Duilio Coletti et Edward Dmytryk
- 1971 : Mazzabubù... Quante corna stanno quaggiù?, de Mariano Laurenti
- 1972 : Les Tueurs à gages  (Camorra ), de Pasquale Squitieri

### Télévision
- 1965 : Scaramouche (série télévisée) de Daniele D'Anza